# Djursholms Ösby station
Djursholms Ösby station är en grenstation på Roslagsbanan. Den ligger i Ösby i Djursholm i Danderyds kommun och öppnades år 1890 i samband med att Djursholmsbanan invigdes och anslöts till järnvägen Stockholm - Rimbo. Det ursprungliga namnet var Djursholm. Åren 1893-1920 hette stationen Ösby och sedan dess Djursholms Ösby. Elektrifiering skedde den 15 maj 1895. År 1910 tillkom ännu en grenbana, först till Altorp, senare utbyggd till Lahäll och Näsbypark. 

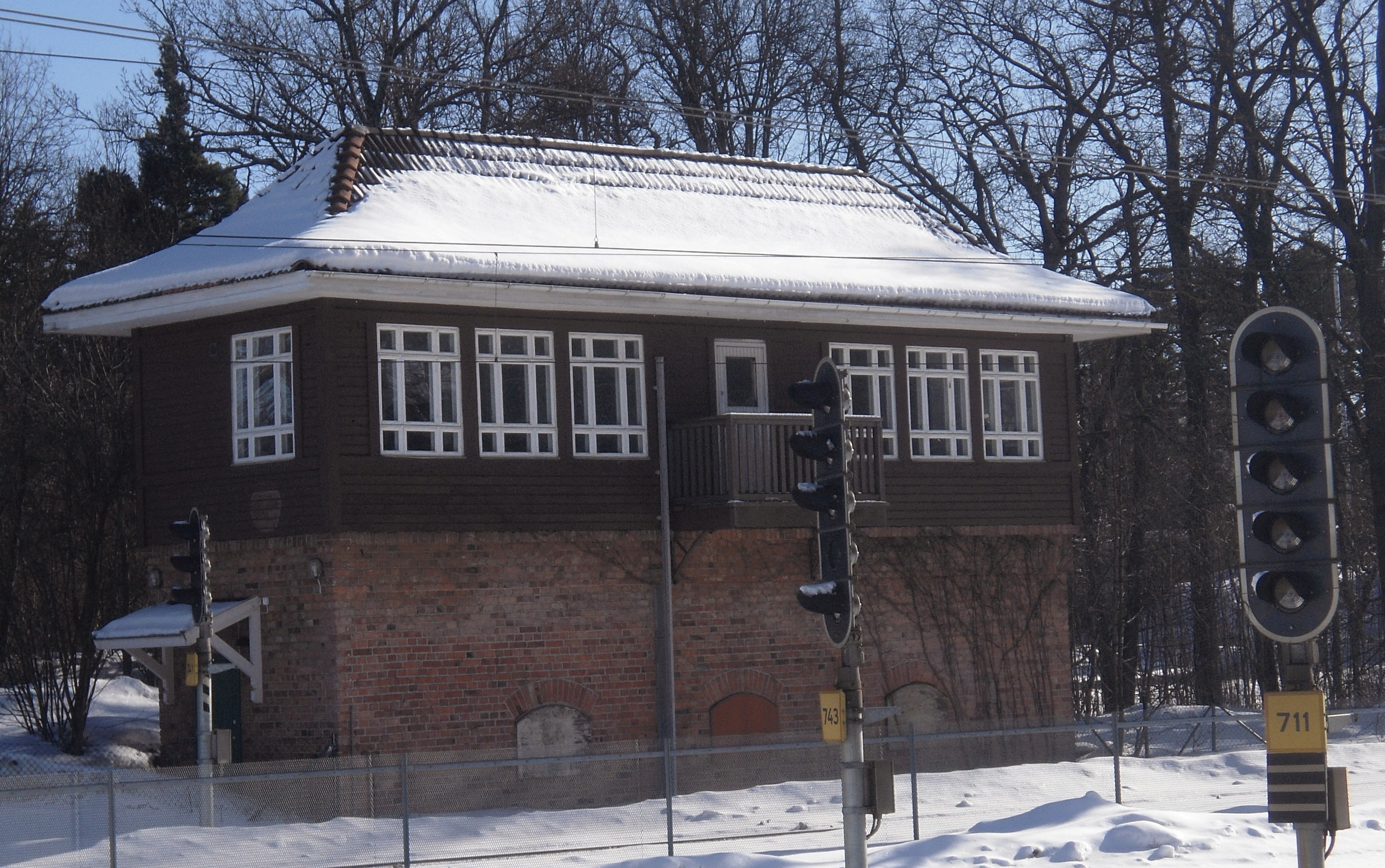
Det f.d. ställverkshuset vid Djursholms Ösby, mars 2010. Ställverkshuset bemannades till 1984.

Med den täta lokaltrafiken i fyra riktningar blev Djursholms Ösby en mycket trafikerad järnvägsstation, med cirka 340 tåg per dag, inklusive godstrafik, var den Sveriges tågtätaste station under början av 1950-talet. Den ursprungliga Djursholmsbanan (grenen mot Eddavägen) lades ned 1976. I anslutning till stationen fanns tidigare en vagnhall för Djursholmstågen.
Under 1970- och 80-talen var hela Roslagsbanan nedläggningshotad, men i slutet av 1990-talet totalrenoverades stationen. Den har fyra plattformar, två för Kårsta/Österskärslinjen, och två för Näsbyparkslinjen. I mitten ligger det gamla stationshuset ännu kvar, nu med privat hyresgäst. Även en ställverksbyggnad, som var i bruk ännu in på 1980-talet finns kvar.
Djursholms Ösby ligger 6,6 kilometer från Stockholms östra. Antalet påstigande en genomsnittlig vintervardag (2018) är cirka 1 000.